# Sankt Kjelds Gade
 Der er for få eller ingen kildehenvisninger i denne artikel, hvilket er et problem. Du kan hjælpe ved at angive troværdige kilder til de påstande, som fremføres i artiklen.

Sankt Kjelds Gade er en ca. 300 m lang gade på Østerbro i København. Den begynder som en sidegade til Jagtvej og fortsætter mod nord til Sankt Kjelds Plads.
Gaden blev navngivet i 1908 efter en af de få danske katolske helgener, Sankt Kjeld (domprovst fra Viborg død ca. 1150), som havde været på pilgrimsrejse til Rom, og især blev dyrket i Jylland. Nu er han stort set glemt. Navnet skyldes beliggenhed op ad det katolske Niels Steensens Gymnasium, den katolske Sankt Augustins Kirke og tidligere et katolsk nonnekloster. Sankt Kjelds Plads fik først sit navn i 1930.
Gaden er en lille ikke særligt trafikeret, ret bred gade med beboelse i fire til fem etager. Der er næsten ingen butikker (en frisør og noget catering).
I 50’erne var der anderledes liv i gaden med småhandlende som Kolonialmessen og Puk Damelingeri (i nr. 32), en viktualiehandler og mejeriet Skt. Kjeld (25), en cigarhandler (27), en frugthandler (29), en ejendomshandler, en kunsthandler (31) og en cykelforretning (32).

## Solgården
På hjørnet af Sankt Kjelds Gade (nr. 14-22) og Vejrøgade ligger indgangsportalen til det epokegørende byggeri ”Solgaarden”. Det er opført af et datterselskab af Københavns Almindelige Boligselskab som et fint eksempel på den funktionalistiske arkitektur fra 20’erne og 30’erne.
Solgården er opført 1929-30 og tegnet af arkitekt Henning Hansen. Bebyggelsen består af en stor boligkarré i fem etager, der omslutter en smuk og parklignende gård. For at få sol ind til alle lejlighederne og til gården er det sydvestligste hjørne mod Australiensvej åbnet. Det markeres med to tårnagtige gavle.

## Nævneværdige bygninger i gaden
Nr. 2-12 er andelsboligen Skt. Kjeldsgade, tegnet af Poul Henningsen.
- Nr. 3: Mellem Sankt Kjelds Gade og Jagtvej ligger ”Den evige tilbedelses kloster” og Sankt Augustins Kirke. Klostret blev finansieret ved midler fra Østrig, og det blev indviet i 1914 og var i et par årtier beboet af katolske nonner fra Innsbruck. I 1954 flyttede det katolske Niels Steensens Gymnasium ind i bygningerne.

I dag har Niels Steensens Kollegiet, Jesuitterkommunitet og Danmarks Unge Katolikker adresse her.
Præsten havde tidligere bolig i nr. 3.
Det er en traditionelt opført murstensbygning i ”klosterstil”, udsmykket med kobbertuborgere over indgangspartier. På hjørnerne er der plads til helgenfigurer, den ene er desværre fjernet. Gennem et gitter kan man se ind i en tilgroet have ind mod kirken med en gammel brønd. Her færdedes nonnerne i sin tid i en åben klostergård.
- Nr. 3-7: Niels Steensens Gymnasium.

- Nr. 14, 3. sal: Her boede professor Mathias Thomsen og hans kone dr. phil. Ellen Thomsen.

- Nr. 18, 3. sal: Wilhelm Reich (1897–1957) var en farverig psykiater, psykoanalytiker og forfatter og inspirator for mange forfattere og kunstnere. Reich boede i Tyskland – hvor han bl.a. arbejdede sammen med Freud – da Adolf Hitler kom til magten i januar 1933. I marts var nazisterne ude efter ham og hans pamflet, ”The Sexual Struggle of Youth”. Han flygtede øjeblikkeligt videre til Wien og derfra til Skandinavien og USA. I 1933 boede han hos den danske forfatterinde og seksualreformator Jo Jacobsen i hendes lejlighed. Her boede hun helt op i 50’erne.

- Nr. 22, stuen: Her boede skuespillerinde Maria Kornbeck.

- Nr. 28, 2. sal: Her boede koncertsanger H.J. Lindow.